# Bhavnagar (Staat)
Bhavnagar war ein Fürstenstaat Britisch-Indiens im Südosten der Halbinsel Kathiawar im heutigen Bundesstaat Gujarat. Das Fürstentum der Gohil-Rajputen wurde 1240 in Sejakpur, die Stadt Bhavnagar 1723 gegründet. Ende des 18. Jahrhunderts kam der Staat im Verlauf der Marathenkriege unter die Oberhoheit des Peshwa und des Gaekwad von Baroda. 1807–1947 war er britisches Protektorat. Der Thakur Bhavsimhji II. Takhatsimhji wurde 1918 zum Maharaja erhoben. Bhavnagar hatte 1941 eine Fläche von 7669 km² und 575.000 Einwohner.
Am 15. August 1947 wurde Bhavnagar Mitglied des Staatenbundes Saurashtra und am 15. Februar 1948 vollzog es den Anschluss an Indien. Am 1. November 1956 wurden alle Fürstenstaaten aufgelöst und dem Bundesstaat Bombay einverleibt. Durch die Teilung von Bombay am 1. Mai 1960 kam Bhavnagar zu Gujarat.